# Jan I (biskup praski)
Jan I (zm. 8 sierpnia 1139) – duchowny katolicki, biskup praski od 1134 r.

## Życiorys
Zanim został biskupem praskim sprawował funkcję prepozyta wyszehradzkiego. Po śmierci biskupa Meinharda w 1134 r. został wybrany przez kapitułę na jego następcę. Inwestyturę otrzymał z rąk cesarza Lotara III w Heidelbergu. Święcenia biskupie przyjął 19 kwietnia 1135 r. w Moguncji z rąk arcybiskupa metropolity mogunckiego Wojciecha I von Saarbrücken.
Wspierał zakon norbertanek, które zostały sprowadzone do Czech przez biskupa Henryka Zdika.